# Фискальные марки Острова Мэн

Фискальная марка номиналом 5 фунтов стерлингов 1966 г., погашенная в 1973 г.

Фискальные марки Острова Мэн — фискальные марки, выпускавшиеся коронным владением Британской короны Остров Мэн в период с 1889 года по 1976 год. Гербовые марки колониального типа Великобритании с соответствующей надписью выпускались на острове до 1966 года, когда начался выпуск гербовых марок с изображением различных видов и символов острова. Последняя серия фискальных марок была выпущена в 1976 году. Примерно с 1920 года по 1970-е годы были эмитированы сотни фискальных марок для уплаты взносов национального страхования и связанных с ним программ.

## Гербовые марки

### 1889—1966 гг.
Поскольку Остров Мэн был политически отделён от Великобритании, он имел другую фискальную систему и не использовал британские гербовые марки (хотя и использовал британские почтовые марки). Гербовые марки были необходимы для уплаты сборов, связанных с передачей земли и имущества. Первая серия вышла в 1889 году и представляла собой британские гербовые марки колониального типа с изображением королевы Виктории и с надписью англ. «ISLE OF MAN» (Остров Мэн) на нижней плакетке. С 1894 года на некоторых марках стали делать надпечатку того же номинала чёрным цветом, чтобы номинал было легче разглядеть. Аналогичные марки колониального типа были в обращении в течение многих лет, причём на марках были изображены портреты следующих монархов:
- Королева Виктория (1889—1895)
- Эдуард VII (1903—1915)
- Георг V (1921)
- Георг VI (1951)
- Елизавета II (1960—1961)

Большинство этих марок трудно найти, а на некоторые из них у коллекционеров сложились высокие цены. Фактически самой раритетной маркой острова Мэн является марка номиналом 5 ф. ст. с изображением Георга V 1921 года. По мнению Дж. Бэрфута, известны только семь погашенных экземпляров этой марки.

### 1966—1976 гг.
Новая серия гербовых марок была выпущена 5 июля 1966 года. В отличие от предыдущих выпусков, они были не колониального типа, при этом у марки каждого номинала был свой цвет и рисунок:
- 6 пенсов — Замок Пил
- 1 шиллинг — Холм Тинуолд (Tynwald Hill; посвящена Годфрайду II)
- 2 шиллинга — Женский монастырь (The Nunnery; посвящена Джорджу Голди)
- 2/6 — Библия на мэнском языке (посвящена Филиппу Муру)
- 5 шиллингов — Спасательная шлюпка (посвящена Уильяму Хиллари (William Hillary))
- 10 шиллингов — Линкор «Victory» (посвящена капитану Джону Киллиаму (John Quilliam))
- 1 фунт стерлингов — Уильям Кристиан (William Christian)
- 2 фунта стерлингов — Замок Рашен
- 5 фунтов стерлингов — Елизавета II и трискелион, наложенный на кельтский крест.

Несмотря на то, что остров Мэн перешел на десятичную валюту в 1971 году вместе с Великобританией, первая серия гербовых марок десятичных номиналов была выпущена только 15 октября 1974 года, поскольку в обращении оставался предыдущий выпуск. В новом выпуске были марки четырёх номиналов:
- 5 пенсов — Старая грамматическая школа, Каслтаун
- 10 пенсов — Холм Тинуолд
- 25 пенсов — Собор Святого Германа
- 50 пенсов — «Леди Изабелла», водяное колесо

Они заменили марки номиналом 1, 2, 5 и 10 шиллингов предыдущего выпуска. Между тем, марки номиналов в фунтах стерлингов оставались в обращении.
За исключением марки номиналом 5 фунтов стерлингов 1966 года, ни на одной из вышеперечисленных марок не было надписи, указывающей на то, что это гербовые марки. Чтобы предотвратить попытки использования их в почтовых целях, 18 июня 1975 года на четырёх десятичных марках, выпущенных в 1974 году (номиналом 5 пенсов, 10 пенсов, 25 пенсов и 50 пенсов), и на двух марках номиналов в фунтах стерлингов 1966 года (1 и 2 фунта стерлингов) была сделана надпечатка англ. «REVENUE» (Гербовый сбор).
1 ноября 1976 года была выпущена новая серия с надписью англ. «ISLE OF MAN REVENUE» (Остров Мэн. Гербовый сбор). Она состояла из марок семи номиналов (5 пенсов, 10 пенсов, 25 пенсов, 50 пенсов, 1 фунт стерлингов, 2 фунта стерлингов и 5 фунтов стерлингов), на которых были изображены монеты, геральдические символы, корабли или замки. Она стала последней серией выпущенных гербовых марок Острова Мэн.
В отличие от гербовых марок колониального типа, выпуски 1966—1976 годов продавались коллекционерам в презентационных наборах или по отдельности в чистом состоянии, поэтому негашеные марки встречаются гораздо чаще. Однако их всё же сложнее найти в гашёном виде.

## Марки национального страхования

Сине-зелёная фискальная марка национального медицинского страхования Острова Мэн номиналом 9 пенсов, 1920 г.

Остров Мэн также выпускал фискальные марки для уплаты взносов национального страхования и предшествующих ему программ. Примерно в 1920 году на британских марках национального медицинского страхования (с надписью National Health Insurance) были сделаны надпечатки для использования на острове, а примерно в 1930 году их заменили марки с надпечатками на британских марках медицинского и пенсионного страхования (с надписью Health & Pensions Insurance). После учреждения программы Национального страхования (National Insurance) в 1948 году на британских выпусках снова были сделаны надпечатки. С 1969 года начали выпускаться марки нового рисунка с изображением трискелиона, хотя надпечатки на британских выпусках также продолжались. До 1970-х годов были эмитированы сотни марок национального страхования, при этом многие из них являются раритетными.